# Tympanocryptis wilsoni
Espèce
Statut de conservation UICN

 EN B1ab(ii,iii) : En danger
Tympanocryptis wilsoni est une espèce de sauriens de la famille des Agamidae.

## Répartition
Cette espèce est endémique du Queensland en Australie.

## Description
Le spécimen adulte mâle observé lors de la description originale mesure 53,74 mm de longueur standard.

## Étymologie
Cette espèce est nommée en l'honneur de Steve Wilson pour sa contribution a l'herpétologie australienne.

## Publication originale
- Melville, Smith, Hobson, Hunjan & Shoo, 2014 : The Role of Integrative Taxonomy in the Conservation Management of Cryptic Species: The Taxonomic Status of Endangered Earless Dragons (Agamidae: Tympanocryptis) in the Grasslands of Queensland, Australia. PLoS ONE, vol. 9, no 7 (texte intégral).